# خبرهایی از محل حفاری
خبرهایی از محل حفاری (ایتالیایی: Notizie degli scavi) یک فیلم درام به کارگردانی ایمیدیو گرکو است که در سال ۲۰۱۰ منتشر شد.
این فیلم در بخش مسابقهٔ ۶۷مین دورهٔ جشنواره فیلم ونیز به نمایش درآمد و برندهٔ ۲ گوی زرین بابت «بهترین کارگردانی» و «بهترین فیلم‌نامه» شد.

## بازیگران
- جوزپه باتیستون
- آمبرا آنجولینی
- یایا فورته